# Військова медсестра

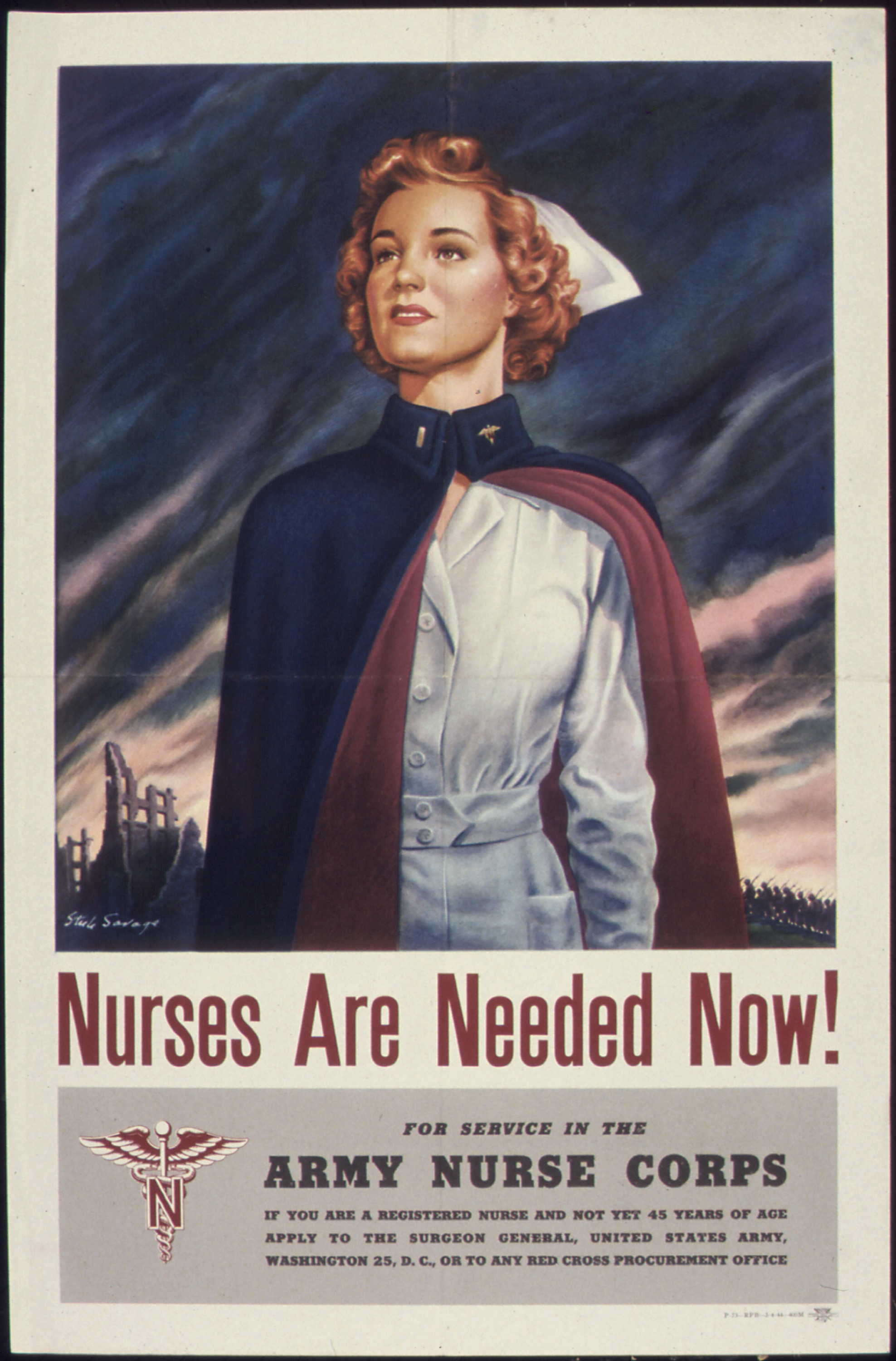
Плакат вербування у медсестри під час Другої світової війни.

Військова медсестра, військова медична сестра — професійні військові працівники медичного забезпечення війська з сестринської справи. Вони часто організовуються в окремий сестринський корпус. 

## Історія
З середини ХІ століття розвиваються монастирсько-лицарські ордени (об'єднання військового характеру), члени яких приймали релігійні обітниці та присвячували себе паломництву до Гробу Господнього та захисту християн у Святій Землі. Зокрема, Госпітальєри були кавалерами Чину лікарні святого Іоанна Єрусалимського, котрі пізніше стали відомими як Мальтійські лицарі.
У 1796 р. під час італійської кампанії під проводом генерала Наполеона Бонапарта з'явилася «швидка медична допомога» — мобільне надання першої медичної допомоги, що складалася тоді з трьох хірургів та медсестри.
Флоренс Найтінгейл сформувала перше ядро визнаної служби медсестер в історії Британської армії під час Кримської війни в 1854 році. У тому ж театрі війни професор Микола Іванович Пирогов та велика княгиня Олена Павлівна започаткували традиції вербування та навчання військових медсестер, що були особливо пов'язані з облогою Севастополя (1854—1855). Після війни Найтінгейл боролася за надання робочих місць жінкам-медсестрам у британських військових шпіталях, і до 1860 р. їй вдалося створити армійську навчальну школу для військових медсестер у Королівському військовому шпіталі Вікторія в селищі Нетлі, Хемпшир, Англія.
Охорона здоров'я військовослужбовців склалася в США під час Громадянської війни (1861—1865). Це було пов'язано з масовим набором медсестер-добровольців, більшість з яких завербувала Доротея Дікс (1802—1887), яка була призначена суперінтендантом медсестер Союзної армії в червні 1861 р.. У 1863 р. в армії Потомака був медичний корпус, що налічував 650 лікарів та 3000 медсестер. Примітно, що ці медсестри застосовували принцип нейтралітету, бо допомагали також і пораненим серед солдатів Армії Конфедерації.
У 1898 р. після іспано-американської війни США додали 1500 посад військових медсестер (Brooks, 2018). Через рік у 1899 р. головний хірург визнав важливість цих медсестер і створив «резервну групу» медсестер з конкретними критеріями для підготовки до майбутніх війн. Військові медсестри особливі в тому, що більшу частину свого часу вони проводять, надаючи безпосередню допомогу пацієнтам. Оцінка стану пацієнтів, розподіл ліків, медичне втручання та ведення документації є частиною їх щоденної роботи. Ці медсестри потрібні на всіх військових базах, зонах активних бойових дій, у клініках та на передовій — не тільки на території США.

## Корпуси медсестер
- Королівський армійський медсестринський корпус королеви Олександри[en], спеціальний корпус медичної служби Британської армії
- Королівський корпус медсестер[en] Австралійської армії
- Військова служба медсестер[en] Індійської армії
- Корпус медсестер армії США[en], спеціальне відділення медичного департаменту армії[en] США
- Корпус медсестер ВМС США[en], штабний корпус ВМС США
- Корпус медсестер[en] ВПС США

## Освітні вимоги
Для того, щоби стати медсестрою у військовій справі (станом на 2020 рік), зазвичай потрібна ступінь бакалавра медицини у сестринській справі. Наприклад, відділення Повітряної національної гвардії дозволяє людині приєднатися до персоналу та працювати аеромедичним техніком евакуації при наявності ступеня бакалавра. Військовий підрозділ матеріально забезпечує цих осіб, після закінчення відповідного вишколу медсестра може мати зарплату як у 2-го лейтенанта та після успішного проходження співбесіди у медсестринській раді.

## Особливості праці військової медсестри
Медсестри часто можуть зіткнутися з проблемами при наданні допомоги пацієнтам, коли вони не мають відповідних матеріалів, ліків та медичного обладнання, яке зазвичай доступне в американських лікарнях у мирний час поза зоною збройного конфлікту. Соціологічне дослідження було проведене в лікарні «Кемп Бастіон» в Афганістані, де 18 медсестер Збройних Сил Великої Британії були опитувані. Ці медсестри працювали в Афганістані в 2001—2014 роки, завдяки чому було встановлено, що медсестри часто переживають багато психологічних стресових факторів, таких як відсутність підтримки сім'ї, страждання від проблем психічного здоров'я (перевтоми й емоційного вигорання), відчуття тривоги при розлуці з близькими людьми, відсутність часу на особисте життя (перебування зі своєю родиною та друзями), почуття непідготовленості та не здатності піклуватися за важко пораненими пацієнтами, і медсестрам було емоційно важко доглядати за невиліковно хворими пацієнтами.